# Ljungby församling, Göteborgs stift
Ljungby församling var en församling i Falkenbergs kommun i Hallands län. Församlingen uppgick 2010 i Vinberg-Ljungby församling.
Församlingskyrka var Ljungby kyrka.

## Administrativ historik
Församlingen har medeltida ursprung.
Församlingen var till 1962 moderförsamling i pastoratet Ljungby och Alfshög, som mellan 1830 och 1847 även omfattade Sibbarps församling och Dagsås församling. Från 1962 till 2010 annexförsamling i pastoratet Vinberg och Ljungby.  Församlingen uppgick 2010 i Vinberg-Ljungby församling.
Församlingskod var 138210.

## Series Pastorum[4]
- Peder Jensen - präst 1572 och ännu 1586 sedan han blivit benådad efter avsättning. Möjligen identisk med "Lille Peder" som var kyrkoherde i församlingen vid mitten av 1500-talet.
- Arvid Ketelli (Kjellsøn) - död 1610 och anges då ha varit präst i församlingen i 40 år, om det stämmer först som hjälppräst.
- Peder Olsøn - kyrkoherde 1610-1660.
- Bengt Pedersøn - kyrkoherde 1661-1667
- Caspar Andersson Gellerodius - kyrkoherde 1668-1678
- Martin Nilsson Kierrulf - var regementspastor vid Aschebergs regemente och utsågs till kyrkoherde här men bytte bort den mot en tjänst i Vessige församling
- Lars Falkman - kyrkoherde 1679
- Bengt Stockman - kyrkoherde 1680-1688
- Eric Spongius - kyrkoherde 1689-1708
- Anders Stabæus - kyrkoherde 1708-1717
- Severin Andreæ Wallin - kyrkoherde 1719-1748
- Olof Andreæ Ekebom - kyrkoherde 1749-1761
- Nils Josephsson - kyrkoherde 1762-1792
- Anders Montén - kyrkoherde 1792-1817
- Carl Wetterberg - kyrkoherde 1817-1825
- Johan Edberg - kyrkoherde 1827-1839
- Johan Gabriel Rising - kyrkoherde 1840-1847
- Peter Elias Eriksson - kyrkoherde 1847-1851
- Marcus Andreas Palmgren - kyrkoherde 1853-1866
- Nils Henriksson Fossberg - kyrkoherde 1867-1877
- August Ahlberg - kyrkoherde 1878-1920
- Carl S Lindblad - kyrkoherde 1920-1940
- Nils Hugo Gellerstam - kyrkoherde 1940-1962